# Božo Broketa
Božo Broketa (24. prosince 1922 – 25. července 1985) byl jugoslávský fotbalista.

## Klubová kariéra
Většinu své kariéry strávil v Hajduku Split. Odehrál 4 ligové zápasy za nizozemského giganta Ajax, když mu bylo již 36 let.
Je po něm pojmenována fotbalová akademie v Dubrovníku.

## Reprezentační kariéra
V reprezentaci Jugoslávie debutoval v květnu 1947 v přátelském utkání proti Československu a připsal si celkem 3 starty, ve kterých nevstřelil žádný gól. Jeho posledním reprezentačním zápasem byl v červnu 1948 zápas Balkánského poháru proti Albánii. Byl také součástí jugoslávského týmu pro fotbalový turnaj na Letních olympijských hrách 1948, ale nehrál v žádném zápase.